# Battles
Battles är ett amerikanskt experimentellt rockband från New York. Bandets medlemmar är etablerade musiker från band som Helmet och Don Caballero.
Deras första album Mirrored, släpptes 14 maj 2007 i USA. Albumets första singel "Atlas" röstades fram till veckans singel av NME Magazine, och fick lysande kritik i den brittiska tidningen Clash Magazine.

## Diskografi
Studioalbum 
- 2007 – Mirrored
- 2011 – Gloss Drop
- 2015 – La Di Da Di
- 2019 – Juice B Crypts

EP 
- 2004 – B EP
- 2004 – EP C
- 2004 – EPC (The EP) (Japan only special mix edition)
- 2007 – Tonto+
- 2007 – Lives

Singlar 
- 2004 – "Tras"
- 2007 – "Atlas"
- 2007 – "Tonto"
- 2011 – "Ice Cream" / "Sundome"
- 2011 – "My Machines" (maxi-singel)
- 2012 – "Dross Glop 1"
- 2012 – "Dross Glop 2"
- 2012 – "Dross Glop 3"
- 2012 – "Dross Glop 4"
- 2019 – "Titanium 2 Step"

Samlingsalbum 
- 2005 – EP C / B EP
- 2009 – EP C / B EP / Mirrored
- 2012 – Dross Glop

## Medlemmar
Nuvarande medlemmar 
- Ian Williams – gitarr, keyboard (2002– )
- John Stanier – trummor (2002– )

Tidigare medlemmar 
- Tyondai Braxton – gitarr, keyboard, sång (2002–2010)
- Dave Konopka – basgitarr, gitarr (2002–2018)

Bildgalleri

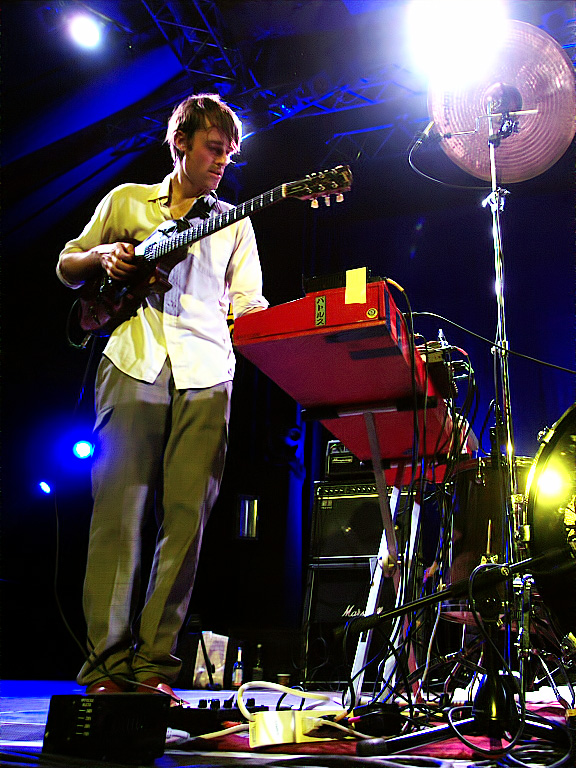
Ian Williams
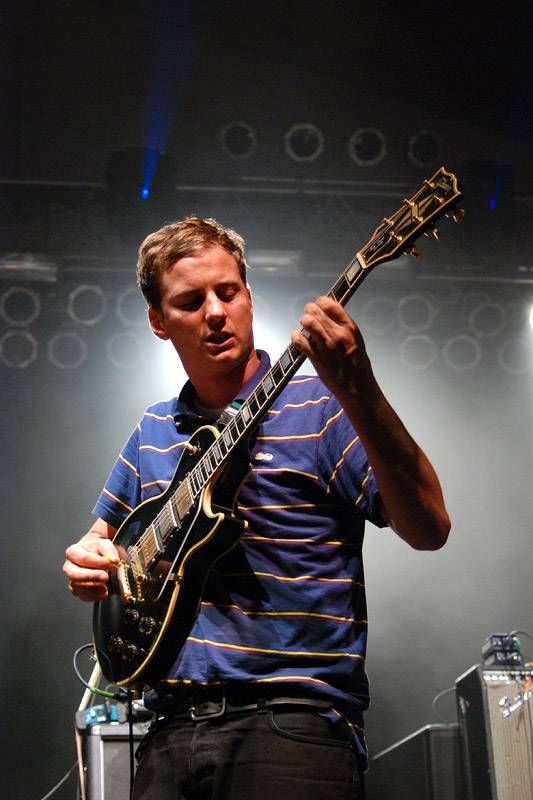
Dave Konopka
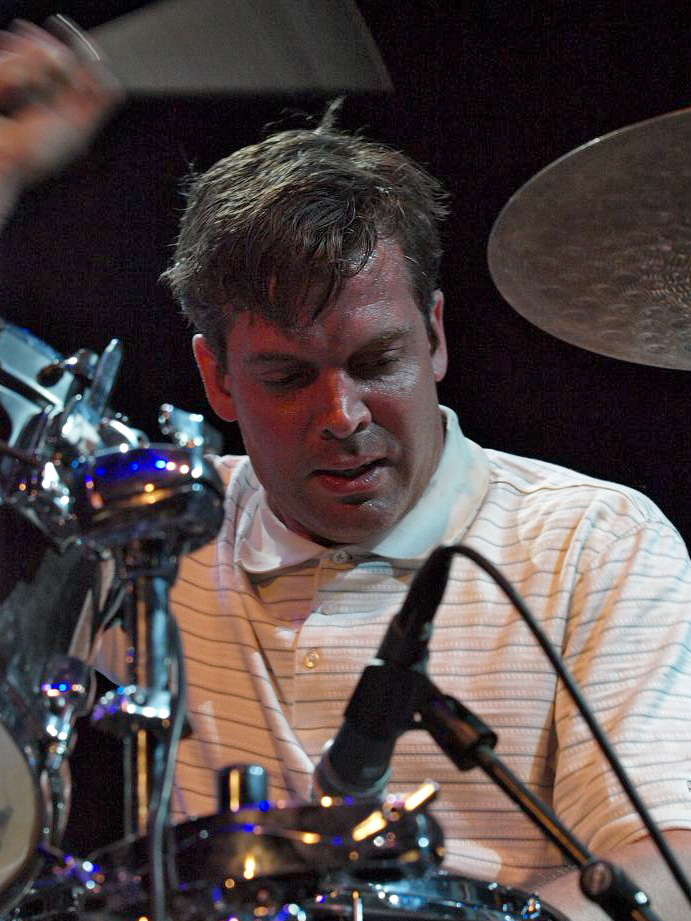
John Stanier
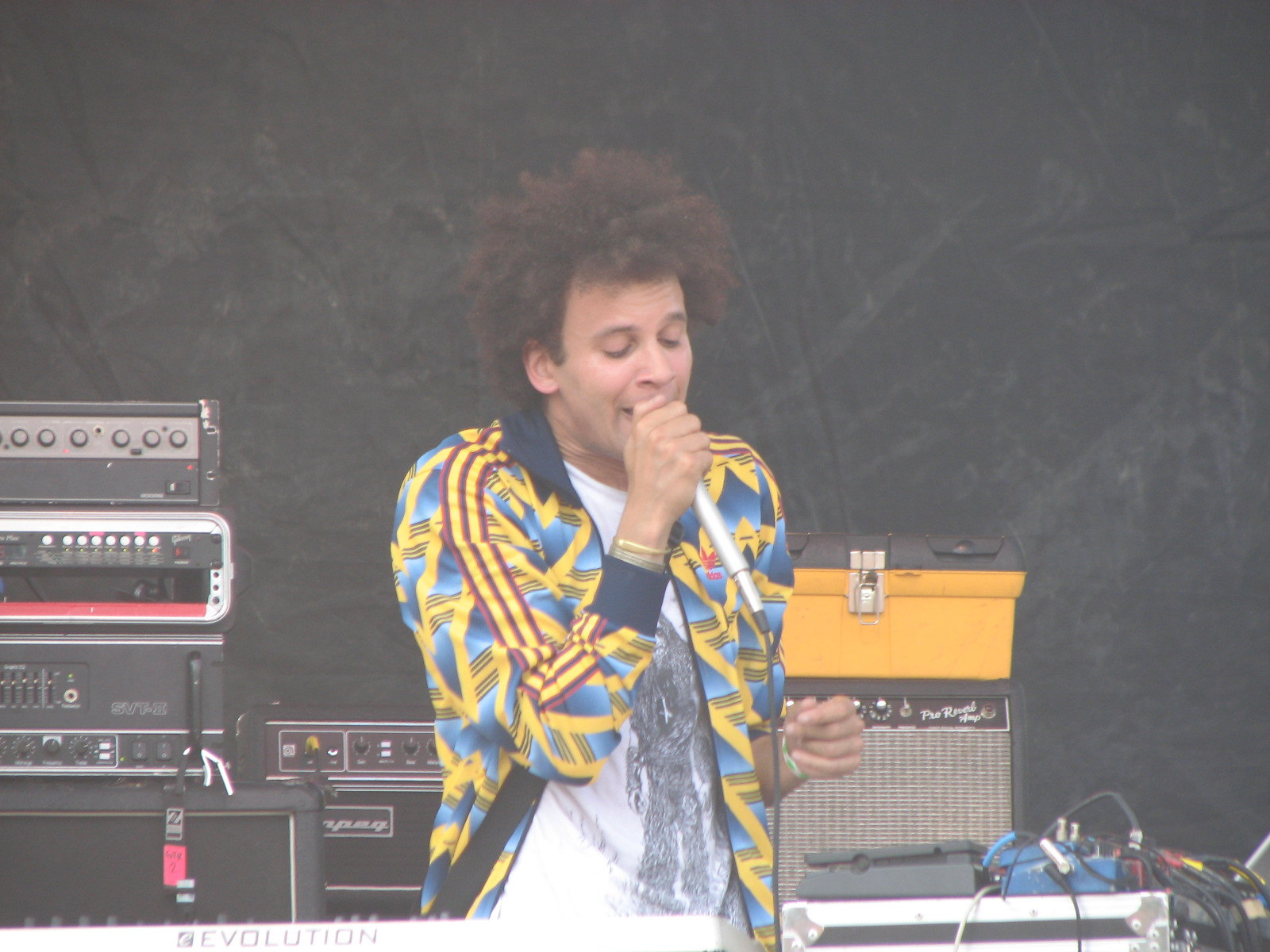
Tyondai Braxton